# 卢维尼 (萨尔特省)
卢维尼（法語：Louvigny，法語發音：[luviɲi] ⓘ）是法国萨尔特省的一个市镇，属于马梅尔斯区。

## 地理
卢维尼（48°20'19"N, 0°12'5"E）面积8.71 平方千米，位于法国卢瓦尔河地区大区萨尔特省，该省份为法国西北部内陆省份，北起顺时针与奥恩省、厄尔-卢瓦省、卢瓦-谢尔省、安德尔-卢瓦尔省、曼恩-卢瓦尔省和马耶讷省接壤，是法国大西部的入口，连接卢瓦尔河谷、布列塔尼和巴黎盆地。
与卢维尼接壤的市镇（或旧市镇、城区）包括：索努瓦地区利韦、圣雷米迪瓦勒、图瓦雷苏孔唐索尔、昂西讷、格朗尚、莱梅、鲁埃塞方丹。

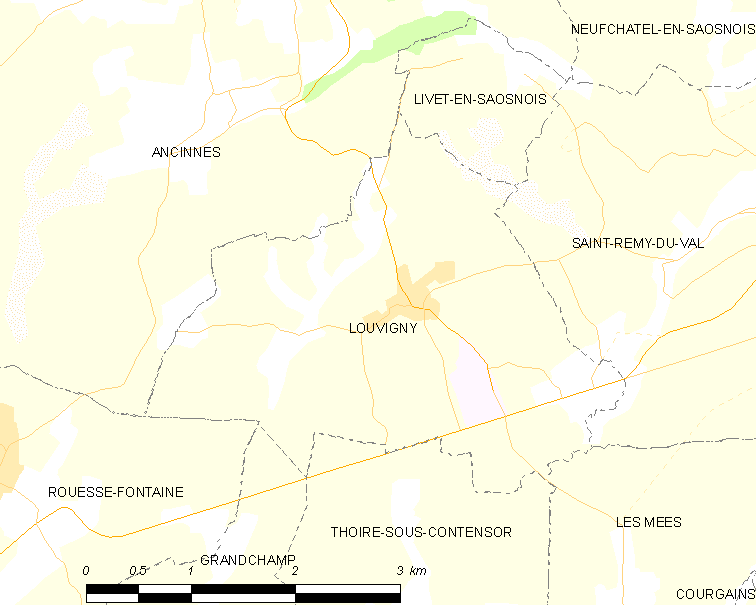
的OSM定位图

卢维尼的时区为UTC+01:00、UTC+02:00（夏令时）。

## 行政
卢维尼的邮政编码为72600，INSEE市镇编码为72170。

## 政治
卢维尼所属的省级选区为马梅尔斯县。

## 人口

1962-2008年间人口变化图示

卢维尼于2022年1月1日时的人口数量为175人。